# ウィリアム・クレイトン (主教)
ウィリアム・フォアマン・クレイトン（William Forman Creighton、1909年7月23日 - 1987年5月20日）は、米国聖公会主教である。第5代米国聖公会米国聖公会ワシントン州教区主教を務めた。

## 若年期
フランク・ウィンテントン・クレイトン主教とモード・R（ホーク）・クレイトンの息子として生まれる。ペンシルベニア大学を卒業し、大学では1931年のシグマ・パイ友愛会会員であった。1934年に米国聖公会神学校を卒業した。

## 初期の聖職者生活
1934年4月に父親のフランク・W・クレイトン主教により執事、1934年11月にフレデリック・ベテューン・バートレット主教により司祭に叙任された。叙任された後の最初の配属先はノースダコタ州ディッキー郡オークスのセント・マーク教会であった。赴任から3年後、ミネソタ州ラムゼー郡ミネソタのセント・クレメント教会に異動した。第二次世界大戦ではアメリカ海軍の従軍牧師を務めた。第二次世界大戦終結後、メリーランド州モンゴメリー郡ベセスダのセント・ジョン教会に配属された。

## 主教職
1958年、アンガス・ダン主教はクレイトンが数年間聖職者を辞めるつもりであったことや補佐司祭選出を要求していることを知った。最初の選挙でジョン・ボーエン・コバーンが選出されたが、コバーンはこれを辞退した。2回目の選挙においてウィリアム・G・ポラードを抑えて選出され、1962年まで補佐司祭を務めることになった。
クレイトンは自身の神学と知性に関する洞察力を警戒されていた。ジェイムズ・パイク主教の異端審問が行われた1962年、クレイトンは上司であるにもかかわらず少数意見を述べ、ダン主教は多数意見を述べた。同年、クレイトンはワシントン州教区主教に就任することになる。
1963年11月25日、アーサー・カール・リヒテンバーガー師の代理としてジョン・F・ケネディ大統領の葬儀に参列した。
1960年代には人種間緊張を克服するべく他の宗教指導者たちと共に働いた。黒人を締め出す幾つかの組織に所属していたために一部の人間から批判され、最後にはこれらの組織から退くことになった。
クレイトンは女性聖職者の叙任を早くから支持していた。1975年、聖職者としての女性を認めるように断言することで1976年米国聖公会総合会議に圧力を掛けた上で、このことが認められるまでは何人も任命するつもりはないとした。会議の決定を待たずに5名の女性を叙任した支持者もいた。女性聖職者たちが意向に反して二度も聖餐式に参加させられたとして、クレイトンは教会所属のウィリアム・A・ベント師を規則違反で裁判にかけた。ベントには有罪の評決が下され、譴責処分となった。クレイトンは如何なる決定が為されようとも、1976年米国聖公会総合会議後に女性たちを叙任することを誓った。

## 家族
父親であるフランク・W・クレイトンは第2代メキシコ聖公会伝道主教、第6代米国聖公会ミシガン州教区主教、米国聖公会ロングアイランド教区補佐主教などを歴任した。息子のマイケル・ウィンテントン・クレイトンは第9代米国聖公会セントラル・ペンシルベニア教区主教である。

## 退任
1977年に主教職を退任した後、1987年に没する直前までワシントンD.C.のセント・ジョン教会で教区牧師を続けた。
亡骸はワシントン大聖堂に埋葬された。